# Veronica TV (Talpa TV)
Veronica is een Nederlandse commerciële televisiezender die onderdeel is van Talpa TV, een bedrijfsonderdeel van Talpa Network. Naast Veronica maken ook de zenders SBS6, NET5, Viaplay TV en SBS9 onderdeel uit van dat bedrijf. Bastiaan van Dalen is de zendermanager van Veronica.

## Geschiedenis
Nadat de Vereniging Veronica een deal sloot met SBS werd de zender V8 omgedoopt in Veronica en ging de televisietak van de Veronica Omroep Organisatie deel uitmaken van het SBS Broadcasting-concern. 

### Talpa Network
In 2017 kwam Veronica in volledig in handen van John de Mols Talpa Network. Sinds die overname profileert Veronica zich als sport- en filmzender en richt het zich voornamelijk op mannen. Zo kocht de zender onder andere de uitzendrechten van de UEFA Champions League. Ook werden in 2018 de mannen van RTL's Voetbal Inside aangetrokken om Veronica Inside te gaan maken. Daarnaast werden Wilfred Genee, René van der Gijp en Johan Derksen de vaste analisten van de uitzendingen rondom de UEFA Champions League. In 2021 verloor Talpa Network die rechten aan RTL, maar wist het wel de rechten van de UEFA Europa League en de UEFA Europa Conference League te bemachtigen. De uitzendingen rondom deze wedstrijden werden aanvankelijk afwisselend door Genee en Hélène Hendriks gepresenteerd, maar nadat de mannen met Vandaag Inside begonnen op zusterzender SBS6 kwam die presentatie volledig in handen van Hendriks.
Naast sportuitzendingen is de programmering vooral gevuld met aangekochte, buitenlandse series, zoals The Big Bang Theory, Two and a Half Men, Lethal Weapon en Hawaii Five-0 of gesponsorde programma's, zoals Bergafwaarts en Klusklauwen. Het gehele jaar door zendt Veronica vele films uit, waarbij de maand mei wordt omgedoopt tot Meimaand Filmmaand.
Met ingang van het seizoen 2024/25 zijn de UEFA Europa League en UEFA Europa Conference League-rechten – evenals die van de UEFA Champions League – in handen van Ziggo Sport, waardoor deze uitzendingen uit de programmering van Veronica verdwijnen.

## Presentatoren
Lijst van televisiekanalen in Nederland